# Tricyrtis ohsumiensis
Tricyrtis ohsumiensis là một loài thực vật có hoa trong họ Măng tây. Loài này được Masam. miêu tả khoa học đầu tiên năm 1930.